# Xedit (X11)

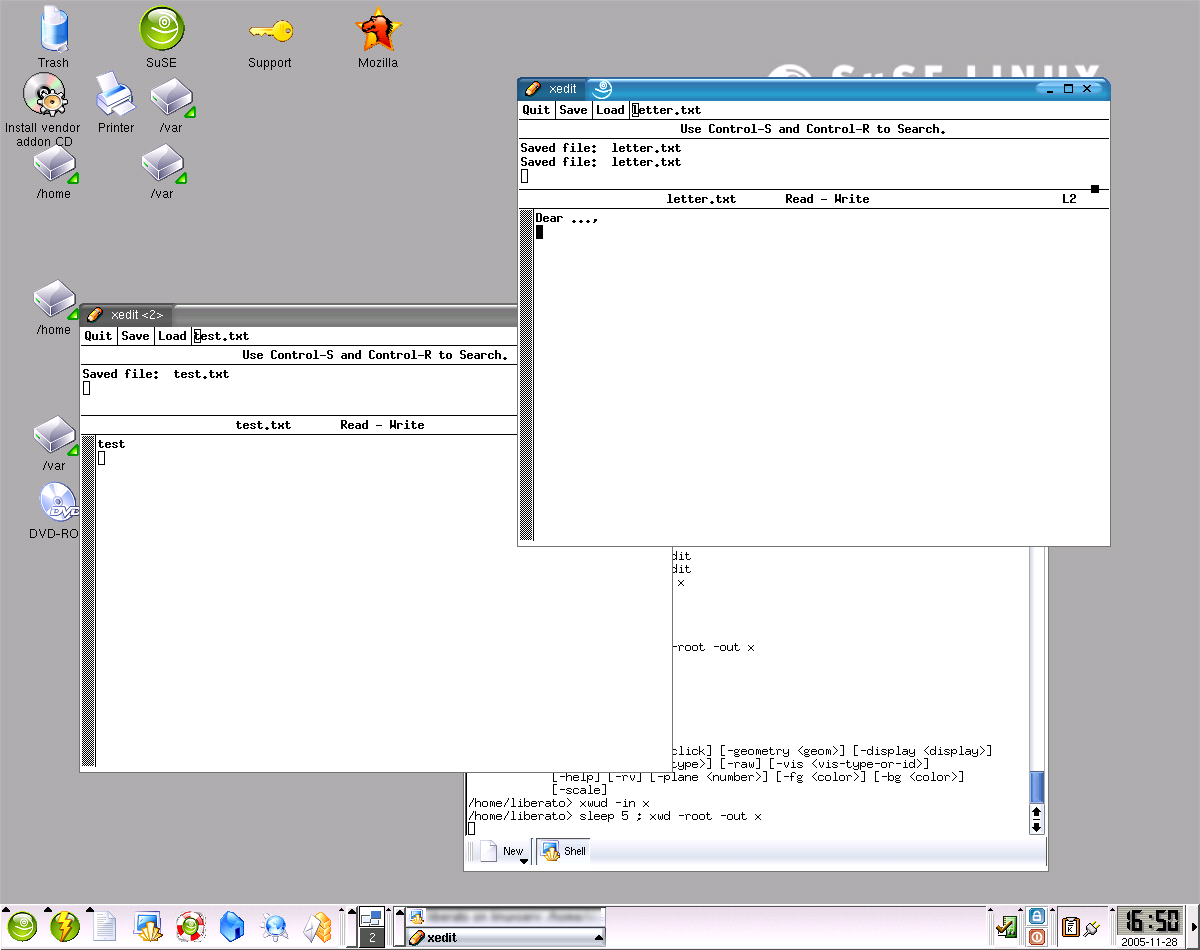
Dos ventanas de Xedit en KDE 3.

Xedit es un editor de texto para X Window System. Usa el conjunto de widgets Xaw.
Fue escrito originalmente durante el X Consortium del MIT, en 1987, por Chris D. Peterson, y prácticamente se mantuvo igual hasta la década de 1990. La versión actual de xedit fue modificada por Paulo César Pereira de Andrade a principios de 2001 para XFree86, para incluir un intérprete del lenguaje de programación Lisp, a la vez que mejoraba el soporte a Xaw. Esta versión también incluyó formateado e sangría de texto, así como soporte de corrector ortográfico (Ispell).